# Ideopsis ellida
Ideopsis ellida är en fjärilsart som beskrevs av Hans Fruhstorfer 1904. Ideopsis ellida ingår i släktet Ideopsis och familjen praktfjärilar. Inga underarter finns listade i Catalogue of Life.